# 加拿大航空797號班機空難
加拿大航空797號班機是加拿大航空在1983年6月2日前的一班由美國達拉斯至加拿大蒙特婁，经停多伦多的定期航班。就在1983年6月2日當天，一架麦道DC-9-32型客機執行此航班時，飛機的廁所發生火警，濃煙充斥著整架飛機。雖然飛機最後成功迫降，可是降落後發生的闪燃卻令機上23名乘客來不及逃生死亡。

## 事件經過
當天，編號C-FTLU的客機於達拉斯-沃斯堡國際機場起飛前往加拿大蒙特婁機場，中途停經多倫多國際機場。機上並不滿座，只有41名乘客及5名機組人員。 

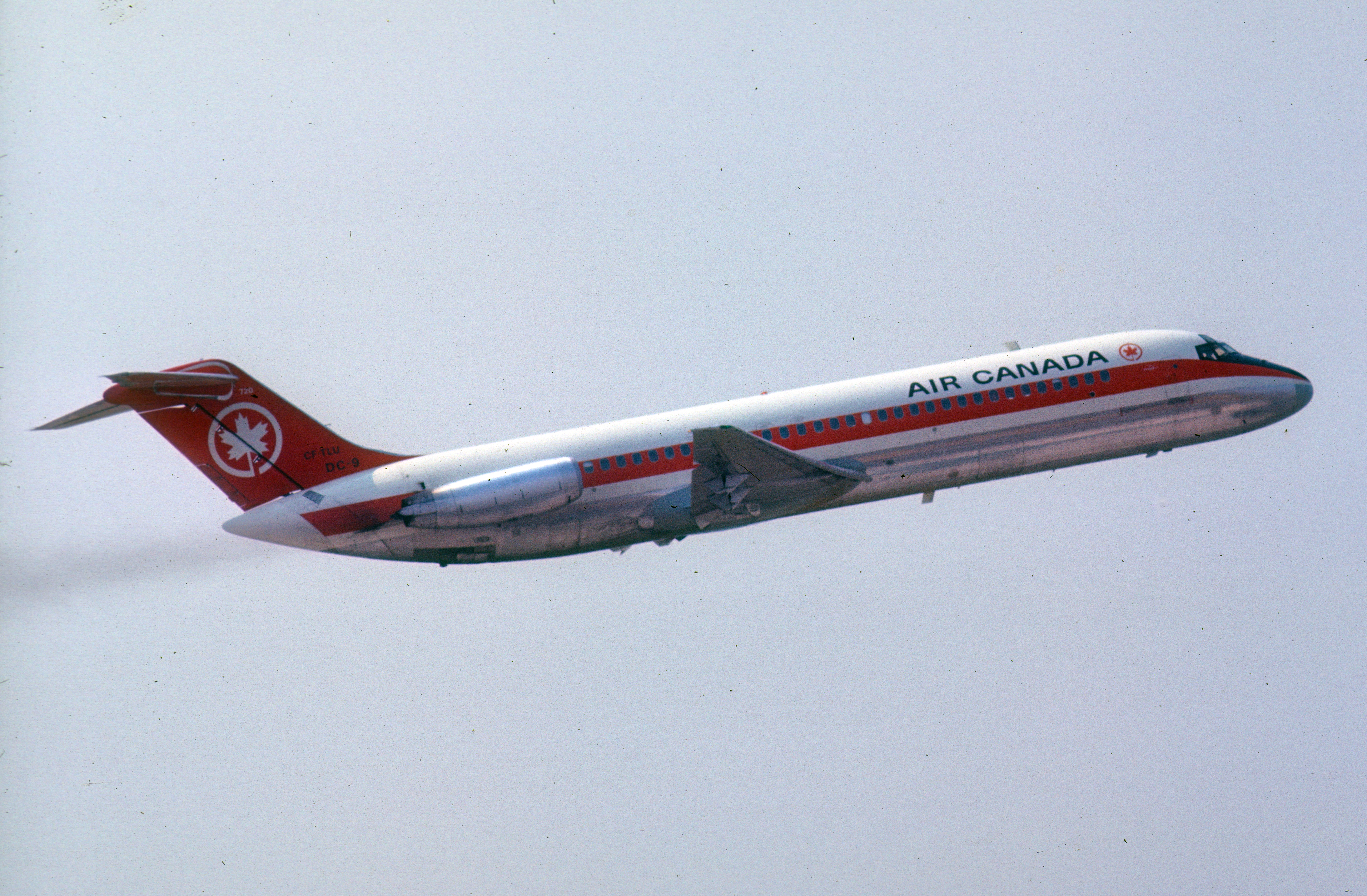
涉事航机，拍摄于1968年，图片拍摄时该飞机使用注册号CF-TLU和前一代加拿大航空涂装。

飛機飛至肯塔基州路易斯維爾上空，機長正準備用餐之際，飛機的感應器顯示飛機的盥洗室有異物堵塞，斷路裝置因而跳掣。機長嘗試重新開啟盥洗室的斷路裝置但不成功。同一時間，坐在機尾附近的乘客嗅到一種像是燒焦了的塑膠般刺鼻的氣味，從盥洗室傳出。機上的空服員發現盥洗室有煙冒出，隨即向機長匯報，機長於是考慮向肯塔基控制中心要求緊急降落。這時空服員用滅火器試圖撲滅煙火。後來，他們發現煙霧沒有擴散，便以為已撲滅煙火，於是再向機長匯報，機長也因為怕誤了抵達多倫多的時間，理所當然地打消迫降的意圖。
但很快，盥洗室的煙火開始越來越大，濃煙越來越多，溫度亦隨即急升。這時機長才發出求救訊號並決定緊急迫降，但已錯過了降落路易维尔国际机场。於是要求迫降在辛辛那提機場。可是機上的濃煙已越來越多，乘客已感到呼吸困難，可是由於放下氧氣罩會放出氧氣，可能會助長火勢，因此機上的服務員只能呼籲乘客移往機頭近艙門位置，並派發濕毛巾掩鼻。在飛機迫降前，機上的濃煙已蔓延至全機，甚至是駕駛室。更糟糕的是，機上的儀器，包括電子導航系統一個接一個失靈，而且濃煙令機長無法以目視方式降落，因此，他們只能依靠塔台控制員的對話指導進場。終於，在機上盥洗室發生火警後30分鐘，飛機降落在辛辛那提機場。
當飛機順利降落在辛辛那提機場後，機上的空中服務員已迫不及待打開艙門，以輸入清新空氣。可是這舉動卻立即因輸入氧氣而令機艙觸發大火，飛機開始燃燒；但機上的濃煙卻沒有因艙門打開而消散，部份乘客都因為機艙內能見度低而難以捉到門路逃生。駕駛艙內的正機長亦因為機上濃煙而薰昏，待機場上的消防車向機艙噴灑化學劑時，機長才驚醒並慌忙棄機逃生。就在機長從駕駛艙跳下，飛機降落不足90秒，飛機立即發生爆燃現象，把整個機艙完全吞噬，當時機上仍有23名乘客未及逃生。（有21名乘客的屍體在飛機的前半部被發現；由於濃煙密佈，導致乘客分不清楚逃生路線，有2名乘客的屍體在飛機的後半部。）
最後，這場火災共造成23人死亡，他們都是機上因閃燃而未能逃生的乘客，致命原因是吸入過多一氧化碳、氟化物及氰化物等有毒氣體，及活活被大火燒死。當中21人為加拿大籍，其餘兩人為美國籍。

## 調查
調查重點首先放在起火源頭，但經美國國家運輸安全委員會的調查後，也無法找出飛機為何會發生這樣的火災。由於當年的航班並未禁止在機艙內吸煙，因此調查人員一度懷疑是有乘客在盥洗室留下未熄滅的煙頭引致火災。可是其後調查人員並沒有發現是由煙頭引發大火的證據。而機長在報告中提到盥洗室的馬桶曾經不尋常地被堵塞，於是調查員又進行模擬馬桶被堵塞時會否觸發大火。他們雖然發現馬桶堵塞後強行運作馬達的話，確實會產生高溫及白煙，卻不足以燃燒起馬達周圍的物件，及引致像797號班機的大火。
另外，調查人員翻查該飛機的維修記錄，發現該飛機曾發生多次大大小小的事故。在空難前一年，共有76次維修記錄，而在四年前，飛機更曾發生爆炸減壓，整個尾錐脫落導致該客機要緊急迫降的事故；那次事故衝斷了不少電線。調查人員亦試圖檢查機尾線路有否電弧，並且在黑盒通話記錄中聽到電弧發出的聲音，可是火災已嚴重燒毀了很多證據，因此，火災源頭始終是個謎。
由於不能找到起火源頭，因此美國國家運輸安全委員會認為，機長的遲緩判斷，是導致加航797號班機有如此重大傷亡的原因，儘管加航員工並不同意。調查人員相信，若機長在發現盥洗室冒煙時立即作緊急降落，或許可節省超過5分鐘的時間，同時又可在比較近的路易斯維爾機場迫降。

## 事故之後
經此意外後，美國國家運輸安全委員會規定以下的措施：
- 改善機上的逃生通道及設施，以便機艙在濃煙密佈的環境下，乘客仍可依清晰逃生指示逃離飛機；
- 所有民航機上都被強制安裝煙霧探測器；
- 訓練空中服務員在處理類似事件時的應變措施，如教導乘客使用緊急出口。

797號班機的兩位機長雖然在事故調查中被批評判斷失誤以致死傷嚴重，可是因為他們奮力讓著火的飛機成功迫降，所以還是得到航空界頒發共六個獎項。
雖然「797號」這個航班編號直至現在仍然被加航使用，可是航線已改為由蒙特婁至洛杉磯。而自此事故後，加航再也沒有發生過致命事故。

## 相似事故
- 中國民航2311號班機空難—該班機因乘客將煙頭掉入地板，降落時飛機起火，25人撤離時遇難。[1]
- 沙特阿拉伯航空163號班機-該航班同樣於飛行中發生火警，可是飛機成功迫降後，機長卻沒有立即展開緊急逃生程序，導致全機301人死亡。
- 南非航空295號班機－該波音747客貨混合型飛機的主貨艙發生火災，於緊急降落前墜毀於印度洋，159人全部罹難。
- 瓦盧杰航空592號班機－飛機起飛後不久，貨艙一些易燃物品發生大火，最後飛機墜入一個沼澤，全機110人死亡。
- 中國北方航空6136號班機空難－該飛機因乘客縱火而在降落前墜毀於黃海，機上112人全部遇難。
- 中華航空120號班機－該航班於降落機場後，一號引擎因燃料洩漏導致大火，全機陷入火海並斷為三截，所幸全機乘客及時逃生，無人傷亡。
- 韓亞航空991號班機空難－疑是貨機內搭載之易燃貨物起火而墜毀。
- 瑞士航空111號班機空難－該飛機的娛樂系統發生火災，於緊急降落前墜毀於大西洋，229人全部罹難。